# Greg Richardson
Greg Richardson (* 7. Februar 1958 in Ohio, USA) ist ein ehemaliger US-amerikanischer Boxer im Bantamgewicht.

## Profikarriere
Im Jahre 1982 begann er erfolgreich seine Profikarriere. Am 15. März 2002 boxte er gegen Raúl Pérez um den Weltmeistertitel des Verbandes WBC und siegte durch einstimmige Punktrichterentscheidung. Noch im selben Jahr verteidigte er diesen Gürtel gegen Victor Rabanales und verlor ihn an Jōichirō Tatsuyoshi.
Im Jahre 1996 beendete er seine Karriere.